# 히로세 리쿠토
히로세 리쿠토(일본어: 広瀬 陸斗, 1995년 9월 23일 ~ )는 일본의 축구 선수이다.

## 구단 경력
그는 2014년부터 J리그의 미토 홀리호크, 도쿠시마 보르티스, 요코하마 F. 마리노스, 가시마 앤틀러스에서 뛰었다.